# Capacity
Capacity è il secondo album in studio del gruppo musicale statunitense Big Thief, pubblicato nel 2017.

## Tracce
Testi e musiche di Adrianne Lenker.
1. Pretty Things – 3:05
2. Shark Smile – 4:00
3. Capacity – 3:52
4. Watering – 3:22
5. Coma – 3:40
6. Great White Shark – 3:23
7. Mythological Beauty – 5:06
8. Objects – 2:43
9. Haley – 3:33
10. Mary – 5:30
11. Black Diamonds – 3:35